# 加藤二郎 (国文学者)
加藤 二郎（かとう じろう、1950年9月 - 2002年8月17日）は、日本近代文学研究者。
山形県生まれ。1973年東北大学文学部国文科卒、78年同大学院博士課程単位取得退学、1979年宇都宮大学教養部講師、助教授、94年国際学部助教授、教授。2000年「漱石と禅」で東北大学より博士（文学）を取得。

## 著書
- 『漱石と禅』翰林書房 1999
- 『漱石と漢詩 近代への視線』翰林書房 2004

## 参考
- 加藤二郎先生のご逝去を悼んで 藤田和子 宇都宮大学国際学部研究論集 2003-03-01